# Championnat d'Allemagne masculin de volley-ball
Le championnat d'Allemagne de volley-ball masculin est la plus haute division du volley-ball allemand. Cette compétition détermine le champion d'Allemagne depuis la saison 1974/75. Depuis août 2014, l'ancienne ligue allemande de volleyball (Deutsche Volleyball Liga) a été rebaptisée la Volleyball Bundesliga. 

## Situation actuelle
Le championnat masculin se compose de douze équipes depuis la saison 2018/19. Le dernier au classement après le tour principal est relégué dans la deuxième division tandis que les huit premières  équipes sont qualifiées pour les play-offs. Les quarts de finale se jouent en matchs aller-retour et appui éventuel, les demi-finales et la finale se jouent au meilleur des cinq matchs.

## Historique

### Débuts de la ligue
L'histoire de la Volleybal Bundesliga débute le 5 octobre 1974. Huit équipes étaient représentées lords de la première saison de la plus haute division allemande. Parmi les membres fondateurs figuraient le SSF Bonn, 1844 Freiburg, l'USC Gießen, le Hamburger SV, le TSV 1860 München, l'USC Münster, le GTRV Neuwied et le VBC Paderborn-Pertershagen. le championnat s'est déroulé dans une ligne sans phase finale ni série éliminatoire. Le premier titre dans cette nouvelle Bundesliga a été remporté par les Munichois; les "Löwen" (loups en allemand) sont restés invaincus lors des quatorze matches. Deux ans plus tôt, ils avaient mis fin à la série de succès de l'USC Münster avec leur premier titre de champion. Neuwied et Paderborn ont été les premiers relégués. Aujourd'hui, aucun des huit premiers clubs ne fait encore partie de la Bundesliga.
Le Hamburger SV, encore quatrième lors de la première ligue, a détrôné le TSV 1860 München en 1976 et a pu défendre son titre un an plus tard. L'ordre des places deux à cinq au classement était également le même au cours des deux saisons: Münster devant München, Bonn et Gießen. En 1978, les "Löwen" de Munich ont de nouveau remplacé le SV d'Hambourg en tête du classement. 

### Saison 1978/79
La saison 1978/79 a vu pour la première fois un nouveau mode de fonctionnement. Après les quatorze matches du tour principal, les quatre meilleures équipes passaient au tour de championnat, les quatre autres au tour de relégation. Le TuS 05 Leverkusen a profité de ce nouveau règlement et est passé de la troisième place à la première. Le VBC 69 Paderborn a remporté pour la première fois le titre de vice-champion (et stagnera deuxième dans une série record en 1979/80, 1981, 1982, 1983, 1984 et 1985). Le Hamburger SV, en revanche, dut, avec le CVJM Siegen, se rendre en deuxième division. 

## Palmarès

### Palmarès du championnatAllemagne de l'Ouest(1957-1990)
| - 1957 : PH Hanovre - 1958 : Jugenddorf Limburgerhof - 1959 : Jugenddorf Limburgerhof - 1960 : 1. VC Hanovre - 1961 : Alemannia Aix-la-Chapelle - 1962 : 1. VC Hanovre - 1963 : Olympia Cologne - 1964 : Olympia Cologne - 1965 : USC Münster - 1966 : USC Münster - 1967 : USC Münster - 1968 : USC Münster - 1969 : USC Münster - 1970 : USC Münster - 1971 : USC Münster | - 1972 : USC Münster - 1973 : Munich 1860 - 1974 : SSF Bonn - 1975 : Munich 1860 - 1976 : Hamburger SV - 1977 : Hamburger SV - 1978 : Munich 1860 - 1979 : Bayer Leverkusen - 1980 : Munich 1860 - 1981 : SSF Bonn - 1982 : USC Giessen - 1983 : USC Giessen - 1984 : USC Giessen - 1985 : Hamburger SV - 1986 : Hamburger SV | - 1987 : Hamburger SV - 1988 : Hamburger SV - 1989 : Bayer Leverkusen - 1990 : Bayer Leverkusen |

### Palmarès du championnatAllemagne de l'Est(1951-1991)
| - 1951 : HSG Halle - 1952 : HSG Halle - 1953 : BSG Stahl Eisleben - 1954 : BSG Stahl Eisleben - 1955 : BSG Stahl Eisleben - 1956 : SC DHfk Leipzig - 1957 : SC DHfk Leipzig - 1958 : SC DHfk Leipzig - 1959 : SC DHfk Leipzig - 1960 : SC Rotation Leipzig - 1961 : Dynamo Berlin - 1962 : SC Rotation Leipzig - 1963 : SC Leipzig - 1964 : SC Leipzig - 1965 : SC Leipzig | - 1966 : SC Leipzig - 1967 : SC Leipzig - 1968 : SC Leipzig - 1969 : SC Leipzig - 1970 : SC Leipzig - 1971 : SC Leipzig - 1972 : SC Leipzig - 1973 : SC Leipzig - 1974 : SC Leipzig - 1975 : SC Leipzig - 1976 : SC Leipzig - 1977 : SC Traktor Schwerin - 1978 : Dynamo Berlin - 1979 : Dynamo Berlin - 1980 : Dynamo Berlin | - 1981 : non attribué - 1982 : SC Leipzig - 1983 : SC Leipzig - 1984 : TSC Berlin - 1985 : SC Leipzig - 1986 : TSC Berlin - 1987 : SC Leipzig - 1988 : SC Traktor Schwerin - 1989 : SC Leipzig - 1990 : Dynamo Berlin |

### Palmarès du championnat unifiéAllemagne(1991-...)
| - 1991 : TSV Milbertshofen - 1992 : Moerser SC - 1993 : SCC Berlin - 1994 : Bayer Wuppertal - 1995 : ASV Dachau - 1996 : ASV Dachau - 1997 : Bayer Wuppertal - 1998 : VfB Friedrichshafen - 1999 : VfB Friedrichshafen - 2000 : VfB Friedrichshafen - 2001 : VfB Friedrichshafen - 2002 : VfB Friedrichshafen - 2003 : SCC Berlin - 2004 : SCC Berlin - 2005 : VfB Friedrichshafen - 2006 : VfB Friedrichshafen - 2007 : VfB Friedrichshafen - 2008 : VfB Friedrichshafen - 2009 : VfB Friedrichshafen - 2010 : VfB Friedrichshafen - 2011 : VfB Friedrichshafen - 2012 : Berlin Recycling Volleys - 2013 : Berlin Recycling Volleys - 2014 : Berlin Recycling Volleys - 2015 : VfB Friedrichshafen - 2016 : Berlin Recycling Volleys - 2017 : Berlin Recycling Volleys - 2018 : Berlin Recycling Volleys - 2019 : Berlin Recycling Volleys - 2020 : non décerné - 2021 : Berlin Recycling Volleys - 2022 : Berlin Recycling Volleys - 2023 : Berlin Recycling Volleys - 2024 : Berlin Recycling Volleys |